# تبغ إفريقي
تبغ إفريقي (الاسم العلمي: Nicotiana africana)، نوع من النباتات من فصيلة الباذنجانية. وهو يستوطن ناميبيا. موائله الطبيعية هي أراضي الأشجار القمئية الجافة شبه الاستوائية أو الاستوائية والمناطق الصخرية.